# Gloggnitzer Hütte
Die Gloggnitzer Hütte (auch Gloggnitzerhütte) ist eine Schutzhütte der Ortsgruppe Gloggnitz des Österreichischen Gebirgsvereins des ÖAV und befindet sich am Hochplateau der Rax auf 1548 m ü. A. im Bundesland Niederösterreich.
Ursprünglich eine Halterhütte, erfolgte 1932/34 ein Ausbau, wobei zu diesem Zeitpunkt im Groben die heutigen äußeren Abmessungen der Hütte erreicht wurden. Besitzer ist die Gemeinde Wien und Betreiber der ÖGV.

## Lage
Die Gloggnitzer Hütte liegt am oberen Ende des Großen Kesselgrabens auf der Rax, rund einen Kilometer westlich vom Großen Höllental bzw. rd. 600 m nordnordwestlich des Klobentörls auf 1548 m.

## Aufstiege
- Bergstation Raxseilbahn – Otto-Schutzhaus – Klobentörl – Gloggnitzer Hütte, Gehzeit ca. zwei Stunden
- Höllental – Kesselgraben – Gloggnitzer Hütte, Gehzeit ca. drei Stunden

## Übergänge zu anderen Hütten
- Habsburghaus
- Karl-Ludwig-Haus
- Waxriegelhaus
- Otto-Schutzhaus
- Neue Seehütte